# Omethidae
Omethidae es una familia de insectos coleópteros de la superfamilia Elateroidea.

## Géneros
Posee tres subfamilias que incluyen 8 géneros y  30 especies.

### SubfamiliaDriloniinae
- Drilonius

### SubfamiliaMatheteinae
- Ginglymocladus
- Matheteus

### SubfamiliaOmethinae
- Blatchleya
- Malthomethes
- Omethes
- Symphomethes
- Troglomethes